# Kabinet-Adenauer II
Het kabinet–Adenauer II  was het West-Duitse kabinet van 20 oktober 1953 tot 29 oktober 1957. Het kabinet werd gevormd door de politieke partijen Christlich Demokratische Union Deutschlands (CDU)-Christlich-Soziale Union (CSU), de Freie Demokratische Partei (FDP), de Duitse Partij (DP) en de Gezamenlijk Duits Blok/Bond van Vluchtelingen en Rechtelozen (GB/BHE) na de verkiezingen van 1953. Konrad Adenauer de partijleider van de CDU diende een tweede termijn als bondskanselier en Franz Blücher de partijleider van de FDP diende als vicekanselier en bondsminister voor Financiële Bezittingen.
Op 6 juni 1956 zegde de FDP na een conflict haar steun aan de regering op en besloten de FDP-ministers in het kabinet te blijven, zij werden vervolgens uit de partij gestoten en vormden de Freie Volkspartei (FVP).De BHE traden in maart 1956 toe tot de CDU. In deze kabinetsperiode kreeg de Bondsrepubliek via de Verdragen van Parijs op 5 mei 1955 een groot deel van de soevereiniteit terug. Adenauer was sinds 1951 ook minister van buitenlandse zaken. Toen de Bondsrepubliek haar soevereiniteit had gekregen ging het ministerschap van buitenlandse zaken over naar Heinrich von Brentano.

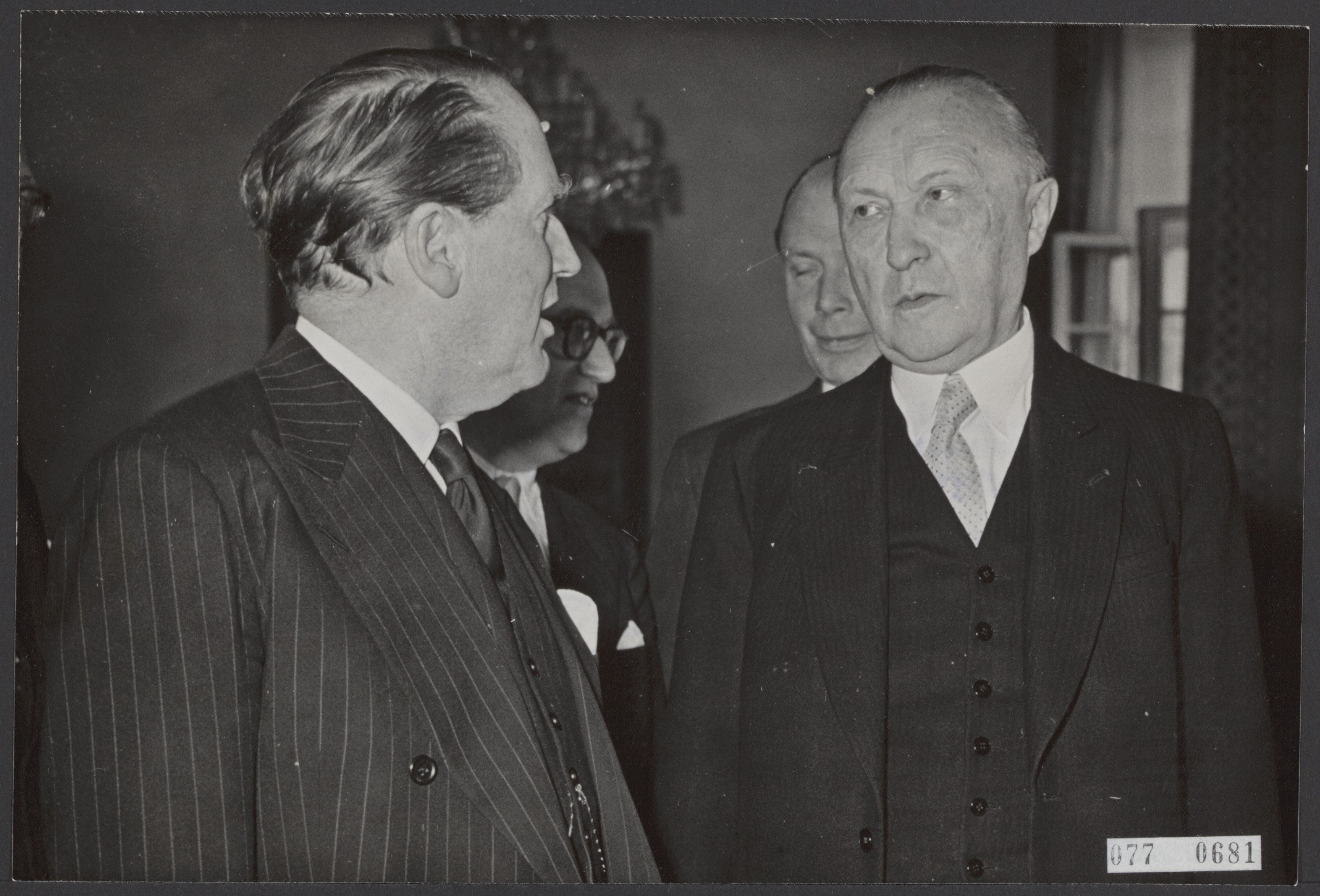
Nederlandse minister van Buitenlandse Zaken Johan Willem Beyen en bondskanselier Konrad Adenauer in Bonn op 17 november 1953.

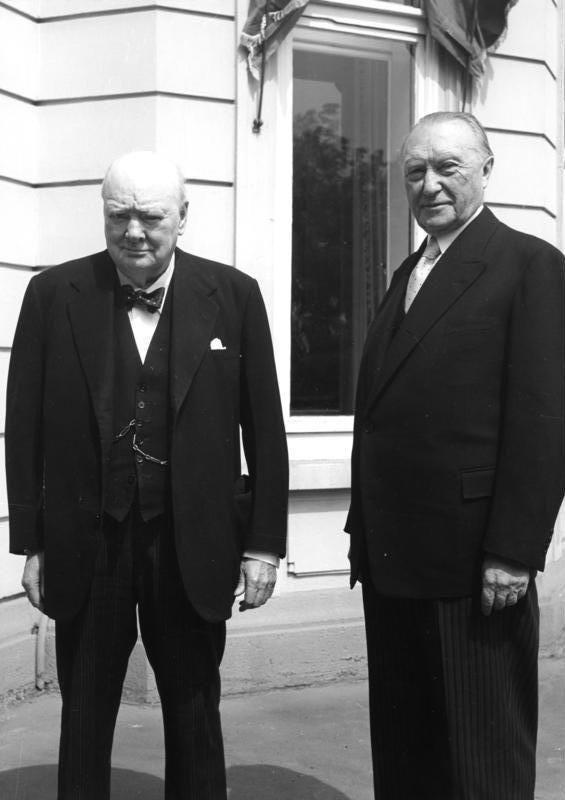
Ex-premier van het Verenigd Koninkrijk Winston Churchill en bondskanselier Konrad Adenauer in Bonn op 12 mei 1956.

| Ambtsbekleders                       | Ambtsbekleders           | Ambtsbekleders                       | Functie(s)                                                  | Termijn           | Termijn          | Partij           |
| ------------------------------------ | ------------------------ | ------------------------------------ | ----------------------------------------------------------- | ----------------- | ---------------- | ---------------- |
|                                      | Konrad Adenauer          | Konrad Adenauer (1876–1967)          | Bondskanselier                                              | 15 september 1949 | 16 oktober 1963  | CDU              |
| Bondsminister van Buitenlandse Zaken | Konrad Adenauer          | Konrad Adenauer (1876–1967)          | 15 maart 1951                                               | 6 juni 1955       |                  | CDU              |
|                                      | Franz Blücher            | Franz Blücher (1896–1959)            | Vicekanselier                                               | 15 september 1949 | 29 oktober 1957  | FDP (1949–56)    |
|                                      | Franz Blücher            | Franz Blücher (1896–1959)            | Bondsminister voor Financiële Bezittingen                   | 20 oktober 1953   | 29 oktober 1957  | FVP (1956–57)    |
|                                      | Gerhard Schröder         | Gerhard Schröder (1910–1989)         | Bondsminister van Binnenlandse Zaken                        | 20 oktober 1953   | 14 november 1961 | CDU              |
|                                      | Heinrich von Brentano    | Heinrich von Brentano (1904–1964)    | Bondsminister van Buitenlandse Zaken                        | 6 juni 1955       | 30 oktober 1961  | CDU              |
|                                      | Fritz Schäffer           | Fritz Schäffer (1888–1967)           | Bondsminister van Financiën                                 | 15 september 1949 | 29 oktober 1957  | CSU              |
|                                      |                          | Fritz Neumayer (1884–1973)           | Bondsminister van Justitie                                  | 20 oktober 1953   | 16 oktober 1956  | FDP (1953–56)    |
|                                      | FVP (1956)               | Fritz Neumayer (1884–1973)           | Bondsminister van Justitie                                  | 20 oktober 1953   | 16 oktober 1956  |                  |
|                                      | Hans-Joachim von Merkatz | Hans-Joachim von Merkatz (1905–1982) | Bondsminister van Justitie                                  | 16 oktober 1956   | 29 oktober 1957  | DP               |
|                                      | Ludwig Erhard            | Ludwig Erhard (1897–1977)            | Bondsminister van Economie                                  | 15 september 1949 | 16 oktober 1963  | O                |
|                                      | Theodor Blank            | Theodor Blank (1905–1972)            | Bondsminister van Defensie                                  | 6 juni 1955       | 16 oktober 1956  | CDU              |
|                                      | Franz Josef Strauß       | Franz Josef Strauß (1915–1988)       | Bondsminister van Defensie                                  | 16 oktober 1956   | 9 januari 1963   | CSU              |
|                                      | Anton Storch             | Anton Storch (1892–1975)             | Bondsminister van Arbeid                                    | 15 september 1949 | 29 oktober 1957  | CDU              |
|                                      | Hans-Christoph Seebohm   | Hans-Christoph Seebohm (1903–1967)   | Bondsminister van Verkeer                                   | 15 september 1949 | 1 december 1966  | DP               |
|                                      | Heinrich Lübke           | Heinrich Lübke (1894–1972)           | Bondsminister van Landbouw, Voedselvoorziening en Bosbeheer | 20 oktober 1953   | 29 oktober 1957  | CDU              |
|                                      |                          | Victor-Emanuel Preusker (1913–1991)  | Bondsminister van Huisvesting                               | 20 oktober 1953   | 29 oktober 1957  | FDP (1953–56)    |
|                                      | FVP (1956–57)            | Victor-Emanuel Preusker (1913–1991)  | Bondsminister van Huisvesting                               | 20 oktober 1953   | 29 oktober 1957  |                  |
|                                      |                          | Hans Schuberth (1897–1976)           | Bondsminister van Posterijen en Communicatie                | 15 september 1949 | 9 december 1953  | CSU              |
|                                      | Siegfried Balke          | Siegfried Balke (1902–1984)          | Bondsminister van Posterijen en Communicatie                | 9 december 1953   | 16 oktober 1956  | CSU              |
|                                      | Ernst Lemmer             | Ernst Lemmer (1898–1970)             | Bondsminister van Posterijen en Communicatie                | 16 oktober 1956   | 29 oktober 1957  | CDU              |
|                                      | Franz Josef Strauß       | Franz Josef Strauß (1915–1988)       | Bondsminister voor Kernveiligheid                           | 20 oktober 1955   | 16 oktober 1956  | CSU              |
|                                      | Siegfried Balke          | Siegfried Balke (1902–1984)          | Bondsminister voor Kernveiligheid                           | 16 oktober 1956   | 13 december 1962 | CSU              |
|                                      | Jakob Kaiser             | Jakob Kaiser (1888–1961)             | Bondsminister voor Oost-Duitse Betrekkingen                 | 15 september 1949 | 29 oktober 1957  | CDU              |
|                                      | Theodor Oberländer       | Theodor Oberländer (1905–1998)       | Bondsminister voor Vluchtelingen en Oorlogsslachtoffers     | 20 oktober 1953   | 4 mei 1960       | GB/BHE (1953–56) |
|                                      | Theodor Oberländer       | Theodor Oberländer (1905–1998)       | Bondsminister voor Vluchtelingen en Oorlogsslachtoffers     | 20 oktober 1953   | 4 mei 1960       | CDU (1956–60)    |
|                                      | Jakob Kaiser             | Franz-Josef Wuermeling (1900–1986)   | Bondsminister voor Familie Zaken                            | 20 oktober 1953   | 29 oktober 1957  | CDU              |
|                                      |                          | Heinrich Hellwege (1908–1991)        | Bondsminister voor de Bondsraad                             | 15 september 1949 | 26 mei 1955      | DP               |
|                                      | Hans-Joachim von Merkatz | Hans-Joachim von Merkatz (1905–1982) | Bondsminister voor de Bondsraad                             | 26 mei 1955       | 29 oktober 1957  | DP               |
|                                      | Franz Josef Strauß       | Franz Josef Strauß (1915–1988)       | Bondsminister zonder portefeuille                           | 20 oktober 1953   | 20 oktober 1955  | CSU              |
|                                      |                          | Robert Tillmanns (1896–1955)         | Bondsminister zonder portefeuille                           | 20 oktober 1953   | 12 november 1955 | CDU              |
|                                      |                          | Waldemar Kraft (1898–1977)           | Bondsminister zonder portefeuille                           | 20 oktober 1953   | 16 oktober 1956  | GB/BHE (1953–56) |
|                                      | CDU (1956)               | Waldemar Kraft (1898–1977)           | Bondsminister zonder portefeuille                           | 20 oktober 1953   | 16 oktober 1956  |                  |
|                                      | Hermann Schäfer          | Hermann Schäfer (1892–1966)          | Bondsminister zonder portefeuille                           | 20 oktober 1953   | 16 oktober 1956  | FDP (1953–56)    |
|                                      | Hermann Schäfer          | Hermann Schäfer (1892–1966)          | Bondsminister zonder portefeuille                           | 20 oktober 1953   | 16 oktober 1956  | FVP (1956–57)    |